# Vitali Koròtitx
Vitali Oleksíovitx Koròtitx, ucraïnès: Віта́лій Олексі́йович Коро́тич, rus: Вита́лий Алексе́евич Коро́тич Vitali Alekséievitx Korótitx (Kíev, 26 de maig de 1936) és un escriptor i periodista soviètic en ucraïnès i rus. Es graduà de la Universitat Mèdica de Kiev el 1959 i treballà com a metge entre 1959 i 1966. Finalment es dedicà plenament a la literatura i va treballar com a funcionari de la Unió d'Escriptors Soviètics.
A finals de la dècada del 1970 esdevingué editor de Vsesvit, una revista literària ucraïnesa a Kiev especialitzada en publicar treballs literaris de llengües estrangeres. La seva revista va ser descrita en aquell moment com la "que probablement imprimeix més de l'última ficció nord-americana que qualsevol revista a Moscou".
El 1976 Koròtitx va passar tres setmanes com a escriptor de residència a la Universitat de Kansas a Lawrence (Kansas). El 1984, encara com a editor en cap de Vsesvit, era a Nova York com a membre de l'RSS d'Ucraïna a l'Assemblea General de les Nacions Unides. El 1985 també va visitar Canadà, participant una campanya per a la pau mundial i el desarmament nuclear.
A finals dels anys vuitanta i principis dels anys noranta, Vitali Korótitx va ser redactor en cap de la revista Ogoniok a Moscou, que va fer una contribució substancial a la promoció de la llibertat mediàtica a l'antiga Unió Soviètica. La revista "Ogoniok·, en el moment en què Korotich estava al capdavant, va ser considerat com un "megàfon" per a les polítiques perestroika i glasnost de l'últim president de l'URSS Mikhaïl Gorbatxov.
Entre 1992 i 1998 Vitali Koròtitx marxà als Estats Units on fou professor a la Universitat de Boston.